# Rose Nogueira
Rosemeire "Rose" Nogueira Clauset (Jacareí, 1946) é uma jornalista brasileira. Durante o regime militar brasileiro, militou na Ação Libertadora Nacional (ALN), tendo sido encarcerada entre novembro de 1969 e julho de 1970, quando foi companheira de cela de Dilma Rousseff.
Foi editora do Jornal Nacional e uma das criadoras do extinto programa TV Mulher, ambos da Rede Globo.
Formada em jornalismo, trabalhou como repórter do Jornal da Tarde na capital paulista. Paralelo à profissão, em luta contra a ditadura civil-militar, exercia apoio logístico à Ação Libertadora Nacional (ALN), organização a qual também pertencia seu então marido, Luís Roberto Clauset. Rose foi presa no dia quatro de novembro de 1969, mesmo dia em que foi assassinado o líder revolucionário Carlos Marighella. Rose teve sua casa invadida pelo Esquadrão da Morte, organização paramilitar liderada pelo delegado Sérgio Paranhos Fleury. Sua captura aconteceu apenas um mês após ter dado a luz a seu filho, enquanto ainda se recuperava de complicações decorrentes do parto. Trazida diretamente ao Deops/SP, permaneceu presa por quase dois meses, enfrentando a tortura e a precariedade de higiene e alimentação. Concluiu sua pena no Presídio Tiradentes, totalizando nove meses de encarceramento.
Filho: Quando foi presa, seu filho, Cacá, Carlos Guilherme Clauset, hoje com 42 anos, mal tinha completado 1 mês de vida. “Me deram uma injeção para que o leite secasse e falavam: ‘Está ouvindo choro de criança? É do seu filho’”, lembra. Essa parte da tortura, porém, era psicológica. Cacá não corria perigo, já que Rose conseguiu que a criança ficasse sob os cuidados da sogra. Nos nove meses que passou encarcerada no presídio Tiradentes, em São Paulo, chegou a dividir a cela com mais 50 mulheres, entre elas a Ex-presidenta Dilma Rousseff – eram conhecidas como “as donzelas da torre”. Seus olhos se enchem de lágrimas ao falar do dia em que a companheira tomou posse como a primeira presidenta do país. “Ver a Dilma passando em revista das Forças Armadas foi das coisas mais emocionantes da minha vida.”
A prisão de Rose Nogueira no dia 04 de novembro de 1969, em São Paulo, logo após dar a  luz ao seu filho Caca,no dia 30 de setembro, em uma cirurgia complexa que a obrigou a ficar mais de 20 dias internada.
Pós ditadura, Rose Nogueira deu continuidade a sua vida como jornalista, atuando na TV Cultura, na Editora e da TV Globo. Em 1997 descobriu que tinha sido demitida em 1969 por ambandono de emprego, período no qual estava presa no Deops. Ainda publicou a obra “Crimes de Maio”, na qual a autora apresenta informações sobre os crimes cometidos pela repressão.